# Унаць
Унаць — річка в західній частині Боснії і Герцеговини, права притока річки Уна.
Витікає як Млинський потік із Шаторського озера на горі Шатор. Біля підніжжя гори вона впадає в Шаторський потік і тільки коли виходить з ущелини Поїла, отримує назву Унаць.
Від свого витоку Унаць тече на північний захід і, проходячи через ущелину Поїла, чотири басейни (найбільший Дрварській) і ще три ущелини, впадає в Уну біля Мартина Брода на висоті 323 м. Від Дрвара до гирла тече через найдовшу і найглибшу ущелину глибиною до 350 м. Довжина струмка 65,5 км, площа басейну 650 км².
Біля села Прекая було перегороджено дамбою Унаць і створено штучне озеро для потреб промисловості Дрвара.
Нижня течія Униці є частиною національного парку Униця.
За назвою річки таку ж назву носила і область її течії до 20 столітті. Місцевість придатна для життя і була заселена з доісторичних часів. Як свідчать численні городища, які регулярно розташовані на природних підвищеннях на краю полів, долина Унаця була добре заселена в іллірійські часи племенем сардеатів. Центр іллірійської громади, ймовірно, знаходився в Бастасі, найбільш парафіяльній частині басейну, навколо Градини, яка лежить на північний схід від села, і навколо Обляя, на захід від Бастаси, по обидва боки Униці. У римський період це був municipium Sardiaticum. 